# Alfons Holtgreve
Alfons Holtgreve (* 1955 in Warburg) ist ein deutscher Maler und Grafikdesigner.

## Leben
Er wuchs als Sohn des Malers und Kunsterziehers Heinrich Holtgreve im Haus Am Markt 3 in der Warburger Altstadt auf. Nach Besuch des Gymnasiums Marianum Warburg und des Carolus-Magnus-Gymnasiums in Marsberg studierte er 1975–1977 Kunstgeschichte an der Ruhr-Universität Bochum und 1977–1982 visuelle Kommunikation und Grafikdesign an der Universität Kassel. Seine prägenden Lehrer waren Max Imdahl, Hans Georg Hillmann und Gunter Rambow. Mehrmonatige Studienaufenthalte führten ihn unter anderem nach Paris und New York City.
1983 kehrte er in das Haus seiner Eltern nach Warburg zurück und arbeitet seitdem dort er als selbständiger Maler und Grafiker in Warburg. Bekannt wurde er insbesondere durch seine figürlichen Scherenschnitte, die auf Plakaten, Buch- und CD-Covern und als Zeitungsillustrationen eine weite Verbreitung gefunden haben. Zu seinem umfangreichen Werk gehören ferner Collagen, Zeichnungen, Gemälde, Textilgestaltungen und bemalte Keramiken.
Neben seiner Tätigkeit als freier Künstler ist er als Grafiker und Gestalter für Verlage und Industrieunternehmen tätig. Zu seinen Auftraggebern gehören die Frankfurter Allgemeine Zeitung, Die Zeit, Der Spiegel, S. Fischer Verlag, Deutscher Taschenbuch Verlag, Stiftung Lesen, Deutsche Grammophon, Sandoz, Nike, Philips, Haniel, Andersen Consulting, frog design, Siemens Nixdorf, Zwiesel Kristallglas, BASF, Fluxus, Bayer AG, H. & G. Meister AG u. a.
Er lehrte 1989–1990 an der Carl von Ossietzky Universität Oldenburg, 1990–1993 an der Hochschule für Gestaltung Offenbach am Main und 1996–2000 an der Universität Kassel.

## Ausstellungen und Projekte
- 1982–1986: Einzelausstellungen Kunstverein Göttingen, ACC Weimar, Hattingen, Lage, Bonn, Kassel
- 1987: Illustrationen der Wochenendbeilage der Frankfurter Allgemeinen Zeitung, Bonn: „Wettbewerb Fahnen von Künstlern“,
- 1988ff: Umschlag-Illustrationen der "Erzählerbibliothek" des S. Fischer Verlages (50 Bände).
- 1990: Apenrade, (Dänemark): „Scherenschnitte aIs Illustration“
- 1991: Einzelausstellungen: Erfurt, Galerie Krämerbrücke 17; Warburg, Museum im Stern: „Einschnitte, konstruktive und figürliche Arbeiten“
- 1992: Köln, Alte Feuerwache, Illustrationen zum Ausstellungskatalog des deutschen Pavillons der Expo 1992 Sevilla,
- 1993: Schattenfigurentheater Die Schachnovelle von Stefan Zweig für die Schwetzinger Festspiele, Einzelausstellung Galerie Lattemann, Darmstadt
- 1994–1995: Einzelausstellungen in Göttingen, Hannover, Schwäbisch Gmünd und Stuttgart
- 2000: Einzelausstellungen Bad Vilbel, Städtische Galerie; Erfurt, Galerie Johannesstraße
- 2001ff: Frankfurter Allgemeine Sonntagszeitung „Der Sonntagsökonom“
- 2004: Sababurg, Gestaltung eines Märchenrundgangs zu Dornröschen mit Stahlschnitten

## Auszeichnungen
- 1988 „Merit Award“ der „Second International Exhibition“ des Art Directors Club in New York.